# 宮田光雄

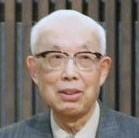

宮田 光雄 （みやた　みつお、1928年（昭和3年）6月4日 - ）は、 日本の政治学者・思想史家。学生伝道者。東北大学法学部名誉教授。専攻は、政治学、ヨーロッパ政治思想史。

## 来歴
高知県長岡郡本山町生まれ。1945年、土佐中学校卒業、1948年、旧制第三高等学校（理科乙類）卒業。1951年（昭和26年）、東京大学法学部政治学科卒業。1956年、東京大学大学院特別研究生中途退学、東北大学法学部助教授。1958年から政治学史講座担当（- 1970年）。1963年、同教授。1989年、同志社大学神学部から神学博士号を授与される。1992年退官、名誉教授。本山町名誉町民。

## 人物
南原繁に学び、丸山真男の影響を受けながら、独自の立場を形成した。民主主義を支える精神の確立と、その対極としてのファシズムの構造の解明を自己の課題とし、多くの著書を次々と発表している。他方では、1960年（昭和35年）前後から「宮田学生聖書研究会」を主宰し、独立伝道者として学生に対する伝道・教育活動を行った。
この間に政治学で蓄積した成果をキリスト教倫理の中で生かすことを生活目標にして、時代の政治問題に関する論評を新聞、雑誌に発表する一方、福音を伝えながら「世俗内禁欲」「召命」が何かを多くの人々に語りかけてきた。当初、家庭で開かれていた「宮田学生聖書研究会」には、仙台に在住する学生が集まり、聖書研究を主軸に、「キリスト者は現代社会にいかに関わるか」を討論する集いへと成長していった。さらに1972年（昭和47年）には、私財を投じて学生寮「一麦学寮」を設立。大学紛争後の学園の精神的砂漠化を背景にして、集会参加者は急増し、毎回約三十人が集った。集会参加者は2004年（平成16年）の解散までにトータルで、おおよそ2000人を超えた。学生が大学を卒業後も一人一人を見守り、個人誌『みちのく通信』『一麦通信』を発行して激励しつづけた。また、東京を始め、多くの地域でOB会が開催されてきた。集会OBの多くは、学生時代、キリスト教とは無関係の状態からイエス・キリストへの信仰に導かれた者たちであった。彼らは、卒業後は、日本基督教団など、さまざまの教派の教会に所属し、牧師や神学者、オルガニスト、社会奉仕活動、キリスト教主義の学校教師、あるいは画家など、教会の内外で優れた働き手として活躍している。
蔵書の多くは東北大学付属図書館「宮田文庫」に寄贈。また、自由民権運動の地であった郷土への思いも熱く、高知県本山町公民館にも多くの著書を寄贈している。

## 受賞・受章
- 1969年　著書『西ドイツの精神構造』により日本学士院賞[2]
- 1971年　論文「現代デモクラシーの思想と行動」により吉野作造賞[2]
- 2004年  ドイツ連邦共和国功労勲章 大功労十字章 受章
- この他、教育・福祉活動で浅野純一賞、南原繁賞を受賞

## 著作

### 著作集
- 『宮田光雄集――「聖書の信仰」』（岩波書店, 1996年） 
  - 1巻「信仰案内」
  - 2巻「聖書に聞く――説教選」
  - 3巻「聖書を読む――解釈と展開」
  - 4巻「国家と宗教」
  - 5巻「平和の福音」
  - 6巻「解放の福音」
  - 7巻「信仰と芸術」
- 『宮田光雄思想史論集』（創文社 , 2006年-2017年） 
  - 1巻「平和思想史研究」
  - 2巻「キリスト教思想史研究」
  - 3巻「日本キリスト教思想史研究」
  - 4巻「カール・バルトとその時代」
  - 5巻「近代ドイツ政治思想史研究」
  - 6巻「現代ドイツ政治思想史研究」
  - 7巻「同時代史論」
  - 別巻「ヨーロッパ思想史の旅」

### 著書
- 学術書
  - 『西ドイツの精神構造――ナチズムとデモクラシーとの間』（岩波書店, 1968年）
  - 『政治と宗教倫理――現代プロテスタンティズム研究』（岩波書店, 1975年）
  - 『平和の思想史的研究』（創文社, 1978年）
  - 『ナチ・ドイツの精神構造』（岩波書店, 1991年）
  - 『十字架とハーケンクロイツ――反ナチ教会闘争の思想史的研究』（新教出版社, 2000年）
  - 『権威と服従――近代日本におけるローマ書13章』（新教出版社, 2003年/英語版　Ｇ，Vanderbit訳,P.Lang Pub,New York,USA 2009年）
  - 『ボンヘッファーとその時代――神学的・政治学的考察』（新教出版社, 2007年）
  - 『国家と宗教―― ローマ書十三章解釈史＝影響史の研究』（岩波書店, 2010年）

### 時代批評
- 『西ドイツ――その政治的風土』（筑摩書房, 1964年）
- 『現代日本の民主主義――制度をつくる精神』（岩波新書, 1969年/韓国語増補版,金　　孝全訳,教育科学社,Seoul,Korea,1992年）
- 『非武装国民抵抗の思想』（岩波新書, 1971年）
- 『参加と抵抗――同時代史を共に生きて』（日本YMCA同盟出版部, 1972年）
- 『日本の政治宗教――天皇制とヤスクニ』（朝日選書, 1981年）
- 『宗教改革の精神』（創文社, 1981年）
- 『いま日本人であること』（岩波書店, 1985年／同時代ライブラリー, 1992年）
- 『アウシュヴィッツで考えたこと』（みすず書房, 1986年）
- 『平和のハトとリヴァイアサン――聖書的象徴と現代政治』（岩波書店, 1988年）
- 『ナチ・ドイツと言語――ヒトラー演説から民衆の悪夢まで』（岩波新書, 2002年）」
- 『同時代史を生きる――戦後民主主義とキリスト教』（新教出版社, 2003年）
- 『《荒れ野の40年》以後』（岩波ブックレット, 2005年）
- 『ホロコースト「以後」を生きる――宗教間対話と政治的紛争のはざまで』 （岩波書店, 2009年/韓国語版,梁賢恵訳,Hanul Publ.,Paju,2013年））
- 『われ反抗す、ゆえにわれら在り　カミュ『ペスト』を読む』（岩波ブックレット, 2014年）
- 『バルメン宣言の政治学』（新教出版社,2014年）
- 『カール・バルト　神の愉快なパルチザン』（岩波現代全書, 2015年）
- 『山上の説教から憲法九条へ』（新教出版社, 2017年）
- 『ルターはヒトラーの先駆者だったのか　宗教改革論集』（新教出版社,2018年）
- 『ボンヘッファー反ナチ抵抗者の生涯と思想』（岩波現代文庫,2019年)
- 『Der politisce Auftrag des Protestantismus in Japan』（Herbert Reich Verlag,Hamburg Germany,1964年）
- 『Mündigkeit und Solidalität』Gütersloher Verlagshaus Gerd Mohn,Germany,1984年）
- 『Die Freiheit kommt von den Tosa-Bergen』(Lembeck Verlag,Frankfurt am Main,Germany,2005年）

### 人生論
- 『市民生活の中の信仰――ドイツ便り』（新教出版社, 1964年）
- 『一粒の麦死なずば』（新教出版社, 1977年）
- 『現代をいかに生きるか』（日本基督教団出版局, 1979年）
- 『きみたちと現代――生きる意味をもとめて』（岩波ジュニア新書, 1980年）
- 『信仰への旅立ち――読書のすすめ』（新教新書、1982年）
- 『生きるということ――読書による道案内』（岩波ジュニア新書, 1987年）
- 『嵐を静めるキリスト――宮田光雄説教集』（新教出版社, 1989年）
- 『キリスト教と笑い』（岩波新書, 1992年/韓国版,鄭求絃,カトリック大学校出版部,Seoul,Korea,2001年）
- 『内面への旅――グリム童話から信仰を学ぶ』（筑摩書房, 1993年）
- 『いま人間であること』（岩波ブックレット, 1993年）
- 『いのちの証人たち　芸術と信仰』（岩波書店,1994年）
- 『大切なものは目に見えない――「星の王子さま」を読む』（岩波ブックレット, 1995年）
- 『御言葉はわたしの道の光――ローズンゲン物語』（新教出版社, 1998年）
- 『われここに立つ――人生の座標軸を求めて』（岩波書店, 1998年）
- 『メルヘンの知恵――ただの人として生きる』（岩波新書, 2004年/韓国語版,梁賢恵訳,Sakejule Pub.,Paju,Korea,2008年）
- 『ベツレヘムの星――聖書的象徴による黙想』（新教出版社, 2005年）
- 『《放蕩息子》の精神史――イエスのたとえを読む』（新教出版社, 2012年/韓国語版,梁賢恵訳,hsbooks,Seoul Korea,2014年）
- 『私の聖書物語』（新教出版社,2014年）
- 『〈出会い〉の旅――わが師 わが友』（教文館,2025年）

### 編著
- 『カイザルのものと神のもの』（新教出版社, 1971年）
- 『ドイツ教会闘争の研究』（創文社, 1986年）
- 『ヴァイマル共和国の政治思想』（創文社, 1988年）
- 『若き人びとと共に』（共編、新教出版社、1993年）
- 『日本平和論体系』全２０巻（共編、日本図書センター,1994年）
- 『ナチ・ドイツの政治思想』（共編、創文社, 2002年）

### 訳書
- E・カッシーラー『國家の神話』（創文社, 1960年／講談社学術文庫, 2018年）
- A・ケーベルレ『キリスト教的人間像』（日本YMCA同盟出版部, 1967年）
- K・フォルレンダー『マキァヴェリからレーニンまで――近代の国家＝社会理論』（創文社, 1978年）（監訳）
- ゴットホルト・ミュラー『現代キリスト教倫理』（日本YMCA同盟出版部, 1978年）(共訳）
- G・ミュラー『現代人にとってキリスト教信仰とは何か』（新地書房, 1984年）(共訳）
- H・E・テート『ハイデルベルクにおけるウェーバーとトレルチ』（創文社, 1988年）(共訳）
- エーバハルト・ベートゲ, レナーテ・ベートゲ『ディートリヒ・ボンヘッファー』（新教出版社, 1992年）
- カール・クーピッシュ『カール・バルト』（新教出版社, 1994年）(共訳）
- アードルフ・ケーベルレ『信仰の豊かさを生きる――新しい日常性ための神学』（新教出版社, 1995年）
- H・E・テート『ヒトラー政権の共犯者、犠牲者、反対者――《第三帝国》におけるプロテスタント神学と教会の《内面史》のために』（創文社, 2004年）(共訳）
- ディーター・ゼンクハース『諸文明の内なる衝突』（岩波書店, 2006年）(共訳）